# 崔光华 (1935年)
崔光华（1935年—2009年12月15日），男，天津（一作新疆伊宁）人，中华人民共和国政治人物，曾任新疆维吾尔自治区人大常委会副主任。